# Jean-Claude Micouraud
Jean-Claude Micouraud est un homme politique français né le 12 décembre 1947 à Vierzon.
Membre du parti communiste français, il est maire de Montluçon de 1998 à 2001.

## Biographie
Fils de Fernand Micouraud, maire de Vierzon de 1977 à 1990, technicien en chauffage, il est élu au conseil municipal de Montluçon en 1983 sur la liste de Pierre Goldberg dont il devient l'adjoint en 1989. Il lui succède le 18 avril 1998. Un mois plus tôt, il avait été élu conseiller général de Montluçon-Ouest, siège qu'il conserve jusqu'en 2004.
En 2001, il conduit la liste d'union de la gauche aux élections municipales. Celle-ci est battue par la liste divers droite de Daniel Dugléry qui recueille un peu plus de 57 % des suffrages exprimés. En septembre 2001, Jean-Claude Micouraud démissionne du conseil municipal. Il reste conseiller général et quitte Montluçon. Il explique sa décision dans le journal La Montagne.
Il est condamné en 2006 avec Pierre Goldberg et Denis Planchet dans l'affaire des emplois fictifs de la ville de Montluçon .
Il est cosignataire en septembre 2009 d'une pétition de soutien à deux montluçonnais, membres de la Confédération nationale du logement, attaqués en justice par le maire Daniel Dugléry. C'est sa première intervention dans la vie politique locale depuis 2004.

## Mandats
- Mars 1983 à 1989 : Membre du conseil municipal de Montluçon
- 1989 au 18/04/1998 : Adjoint au Maire de Montluçon
- Mars 1998 à mars 2004 : Conseiller général du canton de Montluçon Ouest
- 18/04/1998 au 18/03/2001 : Maire de Montluçon
- 18/03/2001 à septembre 2001 : Membre du conseil municipal de Montluçon